# الکفیر، ادلب
الکفیر (به عربی: الکفیر) یک روستا در سوریه است که در ناحیه مرکزی جسر الشغور واقع شده‌است. الکفیر ۱٬۵۶۷ نفر جمعیت دارد.